# Heinrich Carl Breidenstein
Heinrich Carl Breidenstein   (Steinau an der Straße, 28 de febrer de 1796 - Bonn, 12 de juliol de 1876) fou un compositor i musicòleg alemany.
Primerament estudià lleis i després filologia a Heidelberg, sent més tard professor supernumerari d'aquella Universitat, havent-se dedicat a la música així mateix, el 1821, es traslladà a Colònia on, després d'haver après privadament l'art musical durant un cert temps, fou nomenat director d'orquestra de la universitat atorgant-se'li també la càtedra de música; a les seves iniciatives se li degué principalment l'erecció de l'estàtua de Beethoven a la ciutat de Bonn, component el mateix Breidenstein la notable cantat executada en la solemne inauguració de la mateix el (1845); algunes de les seves composicions corals assoliren gran popularitat; a més se li deuen un notable mètode de cant (Sing-schule) i d'orgue i la transcripció per a piano de l'obra de Händel Israel in Egypt (1826). Fou el col·laborador musical de la Grubers Encyklopädie.